# Cibox Inter@ctive
Cibox Inter@ctive est une société française, spécialisée dans la mobilité électrique (trottinettes électriques, etc.) et dans le stockage informatique personnel (disques durs SSD, cartes mémoires, etc.). La société est cotée à la bourse de Paris.

## Historique

### Fondation
En 1992, Yaacov Gorsd, âgé de 21 ans, est engagé comme responsable commercial chez La Centrale Informatique (LCI), un petit distributeur à valeur ajoutée d'ordinateurs basé à Brunoy, dont le chiffre d'affaires annuel plafonne à un million de francs. Trois ans plus tard, après avoir racheté la société, le jeune entrepreneur renomme la structure Cibox.
C'est alors le début d'une forte croissance qui culminera en 1998, avec un chiffre d'affaires de 806 millions de francs, 130 000 ordinateurs personnels vendus et quelque 7,5 % du marché français. Gorsd, PDG de Cibox, déclare « vouloir figurer parmi les dix premiers assembleurs européens d'ordinateurs dans les deux ans à venir ». Le groupe construit son succès sur la construction et la diffusion, notamment à travers la grande distribution, d'ordinateurs grand public à des prix fortement compétitifs.
Dominique Louis, président d'Entreprises en Croissance, fut l'un des premiers investisseurs dans Cibox.

### Démocratisation de l'accès Internet en France
La société de technologie Cibox joue un rôle de précurseur dans le domaine du développement et de la démocratisation de l'Internet en France. En devenant elle-même fournisseur d'accès à internet  (transit IP) à travers la création de sa filiale Netclic, elle lance en janvier 1998 une offre absolument neuve en France, « une Clio de l'Internet » : le « PC à 1 990 francs », accès à Internet compris. Des contrats de grande distribution sont conclus avec les enseignes la Fnac et BHV du groupe PPR - Serge Weinberg présente Cibox à la famille Pinault -, Leclerc ou encore Conforama.
Pour approfondir l'opération de démocratisation de l'accès à Internet de 1998, la société lance le premier « PC à 0 franc », associé à un abonnement Internet, communications téléphoniques incluses. L'offre est baptisée Freepack.
Cibox se sépare de son activité de construction de PC, pour se centrer sur les nouveaux terminaux connectés et le marketing des services Internet à travers différentes marques (Foot @ccess, Clic Group, Clic Trade, Tetr@net, Surf is Money ou CiboxStore). L'effectif de la société passe de 300 à 170 salariés.

### Évolution de l'actionnariat et du management
Au début des années 2000, le normalien et énarque Pierre Jullien est nommé à la tête de l'entreprise. Parmi les plus importants actionnaires de Cibox, figurent en 2001 le Groupe industriel Marcel Dassault, entré au capital en 1998, la holding du fondateur du groupe d'électronique Gemplus et la Compagnie financière Edmond de Rothschild.
En 2003, le groupe international d'électronique Behavior Tech Computer (en) entre au capital de la société à hauteur de 20 %, avant d'en sortir fin 2013.
En 2014, l'investisseur privé Pierre Fournier, ingénieur Supélec cofondateur et ancien président de LaCie (acquis par Seagate Technology en 2012), une success story de la construction informatique française et des services de stockage en mode cloud computing[source insuffisante], entre au capital,.
La société décide d'installer son siège social à Paris, à la suite d'un vote en Assemblée Générale.
M. Sung entre en janvier 2014 au capital de la société à hauteur de 6,47%[source insuffisante]. En septembre 2014, la société AI Investment entre également au capital de la société et déclare détenir 8,88 % des actions[source insuffisante].

### Reprise de l'usine Porcher de Revin
Cibox annonce en juin 2022 reprendre l'ancienne usine Porcher de Revin afin d'y produire des produits de mobilité urbaines : des vélos puis des trottinettes électriques. Le démarrage de la production est prévu pour 2024.

## Activités
Initialement Cibox est constructeur d'ordinateurs personnels comme Dell ou Apple, puis fournisseur d'accès à internet (FAI).

### Concurrents
Smartphones :
- Samsung Electronics, Nokia

Tablettes tactiles :
- Acer, Archos

Stockage externe : 
- Western Digital, Toshiba, Lexar, Sandisk, Kingston

Mobilité urbaine :
- Xiaomi, UrbanGlide, E-twow, Revoe.

## Sanction de l'AMF
En juillet 2018, la commission des sanctions de l'AMF a infligé une amende de 200 000 Euros à la société Cibox, de 100 000 Euros à Ming Lun Sung, de 20 000 Euros à Pierre Fournier et de 65 000 Euros à Fabrice Trifaro d’AI Investment notamment pour diffusion de fausses informations au marché.